# Jean-Martial Besse
Jean-Martial Besse (* 29. Oktober 1861 in Saint-Angel (Corrèze); † 26. Juli 1920 in Chevetogne, heute zur Gemeinde Ciney) war ein französischer römisch-katholischer Geistlicher, Theologe, Benediktiner, Ordenshistoriker und konservativer Intellektueller.

## Leben und Werk

### Der Benediktiner
Jean Besse, Sohn eines Hoteliers, besuchte die Seminarschule in Servières-le-Château, wo er Justin Verniolles (1814–1900) und Jean-Baptiste Poulbrière (1842–1917) zu Lehrern hatte. Im September 1881 trat er in die Benediktiner-Abtei Saint-Pierre de Solesmes ein. Unter Novizenmeister Athanase Logerot (1840–1908) war er Mitnovize von Paul Delatte (1848–1937). Im Juli 1883 machte er Profess und nahm den Ordensnamen Martial an. 1885 wechselte er in die Abtei Saint-Martin de Ligugé, wurde 1886 in Tulle zum Priester geweiht und machte noch im Juli des gleichen Jahres feierliche Profess in Ligugé.
1890 wurde er in Ligugé zum Subprior und Novizenmeister ernannt. 1894 wirkte er beim Wiederaufbau der Abtei Saint-Wandrille mit, danach weilte er in der Abtei Santo Domingo de Silos. 1897 kehrte er als Novizenmeister nach Ligugé zurück. 1901 ging der gesamte Konvent angesichts der klosterfeindlichen Dritten Republik ins Exil nach Belgien (in die Abtei Chevetogne).

### Der konservative Intellektuelle
„Dom Besse“, Gesprächspartner zahlreicher Pariser Intellektueller (namentlich von Joris-Karl Huysmans), dachte wie die Mehrheit der französischen Katholiken seiner Zeit monarchistisch und antidemokratisch. Er wandte sich gegen die von Papst Leo XIII. und Kardinal Lavigerie vorgeschlagene Versöhnung mit der Demokratie („Ralliement“). Ab 1900 war er (unter dem Pseudonym Léon de Cheyssac) Mitarbeiter der monarchistischen Zeitung Gazette de France. Im gleichen Jahr traf er erstmals mit Charles Maurras zusammen, in dessen Tageszeitung L’Action française er ab 1910 (unter dem Pseudonym Jehan) regelmäßig Artikel schrieb und in dessen privater gegenrevolutionärer Hochschule er ab 1909 den Syllabus-Lehrstuhl besetzte. Dem eigentlichen Autor des von Pius IX. publizierten Syllabus, Kardinal Louis-Édouard Pie, widmete er eine Biographie.

### Der Ordenshistoriker
Bleibende Verdienste erwarb er sich um die Geschichte des Mönchtums und der französischen Klöster. Seine Bearbeitung der Klostergeschichte von Charles Beaunier (1676–1737), Benediktiner der Abtei Fontgombault, war in Wirklichkeit ein neues Werk, das 1999 nachgedruckt wurde. Zur Pflege der Klostergeschichte gründete er 1905 die Revue Mabillon, die seit 1990 im Verlag Brepols erscheint (90. Bd. 2018).
Besse starb 1920 im belgischen Exil im Alter von 58 Jahren an Überarbeitung.

## Werke

### Das Klosterwerk
- (Bearbeiter) Charles Beaunier: Abbayes et prieurés de l’ancienne France. Nouvelle édition. 9 Bde. 1905–1932. Nachdruck 1999.
  - T. 1. Introduction. I, Province écclésiastique de Paris. Paris 1905.
  - T. 2. Provinces ecclésiastiques d’Aix, Arles, Avignon et Embrun. 1909.
  - T. 3. Provinces ecclésiastiques d’Auch et de Bordeaux. 1910.
  - T. 4. Provinces ecclésiastiques d’Alby, de Narbonne et de Toulouse. 1911.
  - T. 5. Province ecclésiastique de Bourges. 1912.
  - T. 6. Province ecclésiastique de Sens. 1913.
  - T. 7. Province ecclésiastique de Rouen. 1914.
  - T. 8. Province ecclésiastique de Tours. 1920.
  - (Postum) T. 9. Province ecclésiastique de Vienne. 1932.

### Monographien

#### Mönchtum
- Le Moine bénédictin. Ligugé 1892 (zahlreiche Auflagen)
- Les diverses sortes des moines en Orient avant le concile de Chalcédoine (451). In: Revue de l’histoire des religions (Annales du Musée Guimet) 40, 1899.
- Les Moines d’Orient antérieurs au concile de Chalcédoine (451). H. Oudin, Paris 1900.
- Les Études ecclésiastiques d’après la méthode de Mabillon. Bloud et Barral, Paris 1900.
- D’où viennent les moines? Bloud, Paris 1901.
- Saint-Wandrille (VIe–VIIe s.). Gabalda, Paris 1904
- Les moines de l’ancienne France. Poussielgue 1906.

#### Kirche in ihrer Zeit
- Le cardinal Pie. Sa vie, son action religieuse et sociale. Librairie des Saints-Pères, Paris 1902.
- Les saints protecteurs du travail. Bloud, Paris 1905.
- Le ralliement. Librairie des Saints-Prères, Paris 1906. (unter dem Pseudonym Léon de Cheyssac)
- Eglise et monarchie. Jouve & Cie, Paris 1910
- Aux catholiques de droite. Saint Augustin, Paris 1911.
- Le catholicisme libéral. Desclée de Brouwer, Lille 1911.
- La Question scolaire. Nouvelle Librairie nationale, Paris 1912.
- Le syllabus. L’Église et les libertés. Nouvelle librairie nationale, Paris 1913. Sciences Po, Paris 2016.
- Les religions laïques. Un romantisme religieux. Nouvelle librairie nationale, Paris 1913.
- Joris Karl Huysmans. Art catholique, Paris 1917.
- Les oblats de Saint Benoît. Librairie de l’art catholique, Paris 1918.

### Postum
- Les mystiques bénédictins des origines au XIIIe siècle. Lethielleux, Paris 1922.
- Le tombeau de saint Martin de Tours. Notes et documents sur la découverte du tombeau, le rétablissement du culte de saint Martin et la reconstruction de la basilique, 1854–1893. Champion, Paris 1922.
- La messe. Paris 1923. Éd. Sainte Jeanne d’Arc, Villegenon 1992.